# 伍德布里奇 (康乃狄克州)
伍德布里奇（英語：Woodbridge）是一個位於美國康乃狄克州新哈芬縣的城鎮。

## 地理
伍德布里奇的座標為41°21′25″N 73°00′41″W / 41.35694°N 73.01139°W，而該地的平均海拔高度為106米（即348英尺）。

## 人口
根據2010年美國人口普查的數據，伍德布里奇的面積為49.80平方千米，當中陸地面積為48.00平方千米，而水域面積為1.00平方千米。當地共有人口8907人，而人口密度為每平方千米178.86人。